# Hampden Sydney
Hampden Sydney é uma Região censo-designada localizada no estado norte-americano de Virginia, no Condado de Prince Edward.

## Demografia
Segundo o censo norte-americano de 2000, a sua população era de 1264 habitantes.

## Geografia
De acordo com o United States Census Bureau tem uma área de
11,5 km², dos quais 11,5 km² cobertos por terra e 0,0 km² cobertos por água. Hampden Sydney localiza-se a aproximadamente 150 m acima do nível do mar.

## Localidades na vizinhança
O diagrama seguinte representa as localidades num raio de 28 km ao redor de Hampden Sydney.